# مدار (النادرة)

تعديل مصدري - تعديل

مدار هي إحدى قرى عزلة المفتاح الأعلى بمديرية النادرة التابعة لمحافظة إب، بلغ تعداد سكانها 913 نسمة حسب تعداد اليمن لعام 2004.